# Club Tucumán de Gimnasia
O Club Tucumán de Gimnasia,  é um clube poliesportivo argentino da cidade de San Miguel de Tucumán com destaque para o voleibol feminino que  ascendeu a máxima divisão nacional em 2021 eo masculino que em 2023.

## Histórico
No dia 12 de outubro de 1935, foi fundado com o nome de Federico Jahn e em 1939 recebeu o nome que atualmente é conhecido. No aniversário dos 79 anos de história contava com um plantel de 400 atletas na gestão presidida por Pablo Cerisola. O voleibol e a natação considerados emblemáticos na construção do clube, sendo a primeira modalidade  tendo cadastrado 250 jogadores, investindo em nova quadra conta e com o tempo coberta e trasormada em com uma nova quadra, que foi coberta e agora deverá ser fechada para transformá-la em ginásio polivalente. A atividade sempre beira o alto nível: recentemente os times do clube conquistaram os campeonatos Sub-18 masculino, Sub-14 e Reservas, ambos no feminino. Eles também foram vice-campeões nos sub-14 masculinos e A-1 femininos.
A piscina (a temporada já começou) abriga mais de 1.000 banhistas e 60 nadadores, que treinam permanentemente. Na última temporada o clube sagrou-se campeão do torneio “Corina Marzoratti” e ficou em segundo lugar na “Provincia de Tucumán”. E embora o pólo aquático já não seja praticado, modalidade em que o Gimnasia foi vice-campeão nacional nos torneios infantis de Evita, a água continua a ser uma atração principal.
O handebol foi incluído no clube a partir de 2009 e se tornou um grande protagonista, conquistando torneios provinciais e nacionais femininos. O futsal surgiu em 2013 e após excelente campanha o time foi promovido à Primeira Divisão. As artes marciais também devem ser valorizadas: o taekwondo e o caratê são praticados continuamente.
O clube dispõe de um campo de padel e de uma zona de churrasco que convida os sócios. Ultimamente os vestiários foram modificados, deixando-os novos para o início da temporada de piscinas. E há obras (objetivo primordial), como uma nova praia polivalente, sempre mantendo seu plantel de atletas como trabalhou para manter esta meta o ex-presidente Alfredo Cozzitorti.

## Títulos conquistados
Masculino
 0 Campeonato Sul-Americano de Clubes
 0 Campeonato Argentino A1
 1 Campeonato Argentino A2
- Campeão:2023

 0Supercopa Argentina
 0 Copa Argentina
Feminino
 0 Campeonato Sul-Americano de Clubes
 0 Campeonato Argentino A1
 1 Campeonato Argentino A2
- Campeão:2021

 0Supercopa Argentina
 0 Copa Argentina